# الأمين بشيشي
الأمين بشيشي (19 ديسمبر 1927 في سدراتة ، ولاية سوق أهراس - 23 يوليو 2020) كان ملحن و مؤلف وسياسي ووزير سابق جزائري في عهد الرئيس الجزائري السابق اليمين زروال.
تتلمذ على يد بعض من أعضاء جمعية العلماء المسلمين الجزائريين. بدأ مسيرته الإعلامية عام 1956 حيث سافر إلى تونس لإصدار الطبعة الثالثة من جريدة “المقاومة الجزائرية” التي كانت تصدر في باريس، وتطوان، ومدينة تونس، انتقل بعدها للعمل في جريدة المجاهد، ثم إذاعة صوت الجزائر حيث اشتغل جنباً إلى جنب مع عيسى مسعودي إلى غاية عام 1960. بعد استقلال الجزائر عام 1962 تم تعيينه مديراً عاماً للإذاعة والتلفزيون الجزائري، كان أحد الأعضاء المؤسسين للأكاديمية العربية للموسيقى عام 1971. اختص الأمين بشيشي في كتابة أغانٍ عديدة للأطفال. ألف موسيقى برنامج الحديقة الساحرة، الذي كان يقدم في التلفزيون الجزائري، كما لحن شارة البداية والنهاية في مسلسل الحريق الذي انتج عام 1974. تولى بعدها إدارة المعهد الوطني للموسيقى، ترأس المديرية العامة للإذاعة الوطنية بين عامي 1991 و1995، عيّن بعدها وزيرا للاتصال في حكومة زروال.